# Billy Campbell
Billy Campbell, właśc. William Oliver Campbell (ur. 7 lipca 1959 w Charlottesville) – amerykański aktor i producent filmowy.

## Życiorys

### Wczesne lata
Urodził się w Charlottesville w stanie Wirginia jako syn Page Ellyson „Penny” Jennings. Jego rodzina była pochodzenia angielskiego, szkockiego i walijskiego. Jego kuzynem jest aktor Bruce Campbell. Kiedy miał zaledwie dwa lata, jego rodzice się rozwiedli. Ma sześcioro przyrodniego rodzeństwa. Wychowywał się przy matce na farmie hodowlanej koni w Charlottesville, potem spędzał kolejne lata ze swoim ojcem – agentem nieruchomości w Chicago. Uczęszczał do pięcioletniej prywatnej baptystycznej szkoły wojskowej Fork Union Military Academy i New Trier East High School w Winnetka. W 1979 ukończył Western Albemarle High School w Charlottesville, gdzie grał w drużynie piłkarskiej, wykonywał rysunki dla gazety szkolnej i wystąpił w szkolnym przedstawieniu Człowiek, który przyszedł na obiad (The Man Who Came To Dinner). Jako nastolatek dołączył do jednostki rekonstrukcyjnej wojny secesyjnej Albemarle Rifles. 

### Kariera
Mając 20 lat przeniósł się do swojego ojca do Chicago, gdzie uczęszczał do Amerykańskiej Akademii Sztuki. Związał się z Ted Liss Studio for the Performing Arts w Chicago i zadebiutował w spektaklu Mistrz lochów (Dungeon Master). Uczęszczał na warsztaty aktorskie do Players Workshop of Second City w Chicago. Był wolontariuszem w programie Program Młodych Opowiadaczy (Young Storyteller Program) jako aktor. 
Debiutował na ekranie w roli Stricknera w sensacyjnym dramacie wojennym Jak śpią odważni (How Sleep the Brave, 1982) o oddziale niedoświadczonych amerykańskich żołnierzy, którzy w Boże Narodzenie 1969 zostają wysłani na wojnę wietnamską. W 1984 osiedlił się w Los Angeles i wystąpił gościnnie jako Lyle w sitcomie NBC Rodzinne Więzi (Family Ties, 1984) z Michaelem J. Foxem. Od 21 listopada 1984 do 25 września 1985 grał rolę Luke’a Fullera, kochanka Stevena Carringtona (Jack Coleman), jako jednej z dwóch postaci, które zginęły w „Mołdawskiej masakrze” w finale piątego sezonu opery mydlanej ABC Dynastia (Dynasty). W miniserialu westernie Sen o Dzikim Zachodzie (Dream West, 1986) z Richardem Chamberlainem pojawiał się jako porucznik Gaines. Od 18 września 1986 do 10 maja 1988 regularnie grał postać detektywa Joeya Indeliego w serialu kryminalnym NBC Crime Story. Campbell był pierwszym wyborem producentów serialu Star Trek: Następne pokolenie (Star Trek: The Next Generation) do roli komandora Williama Rikera, ale ostatecznie zagrał Jonathan Frakes. Campbell pojawił się gościnnie w drugim sezonie serialu, wcielając się w tytułową postać kapitana Thadiuna Okony w odcinku „The Outrageous Okona” (1988).
W 1992 trafił na Broadway, gdzie przyjął rolę Laertesa w tragedii szekspirowskiej Hamlet ze Stephenem Langiem. Odnosił sukcesy sceniczne, występując w przedstawieniach: Poskromienie złośnicy jako Petruchio, Makbet, Podstawa Ameryki, Karuzela, Romeo i Julia, Nawałnica, Chłopaki i lalki i Fortynbras, za którą otrzymał nagrodę Ovation w 1996.
W telewizyjnym dramacie sensacyjnym Szachownica (Checkered Flag, 1990) zagrał kierowcę wyścigowego Tommy’ego Trehearna, rywalizującego na torze i poza nim z Mike’em Reardonem (Rob Estes). W 13–odcinkowym serialu ABC Księżyc nad Miami (Moon over Miami, 1993) z Ally Walker został obsadzony w roli Waltera Tatuma, prywatnego detektywa rozwiązującego przypadki na Południowej Florydzie. Zagrał potem charakterystyczną rolę geja ginekologa doktora Jona Philipa Fieldinga w trzech miniserialach: Opowieści miasta (Tales of the City, 1993) i sequelach Kolejne opowieści miasta (More Tales of the City, 1998) i Dalsze opowieści miasta (Further Tales of the City, 2001).
Od 21 września 1999 do 15 kwietnia 2002 grał rolę Ricka Sammlera, rozwiedzionego architekta z Chicago w 63–odcinkowym familijnym serialu ABC Once and Again, która przyniosła mu sympatię wśród telewidzów, w 2000 zdobył nagrodę People’s Choice Award, a także nominację do Złotego Globu dla najlepszego aktora w serialu dramatycznym i nagrody „TV Guide”. W 2000 znalazł się na liście „50 najpiękniejszych ludzi świata” magazynu „People”. 
Wcielił się w postać Mojżesza w miniserialu Hallmark U zarania (In the Beginning, 2000). Wystąpił w roli seryjnego mordercy Teda Bundy’ego w osadzanym na prawdziwych wydarzeniach telewizyjnym dramacie kryminalnym Obcy przyjaciel (The Stranger Beside Me, 2003). Pojawił się później gościnnie w serialu NBC Prawo i porządek: sekcja specjalna (Law & Order: Special Victims Unit, 2004) jako profesor uczelni oskarżony o gwałt studentki i serialu CBS 4400 (The 4400, 2004–2007) jako Jordan Collier. W serialu kryminalnym AMC / Netflix Dochodzenie (The Killing, 2011–2012, 2014) zagrał podejrzanego o zamordowania nastoletniej Rosie Larsen, radnego Darrena Richmonda, ubiegającego się o urząd burmistrza. W telewizyjnym filmie dokumentalnym National Geographic Lincoln: historia zamachu (Killing Lincoln, 2013) wystąpił jako Abraham Lincoln. W dramacie Ronalda F. Maxwella Copperhead (2013) wcielił się w rolę Abnera Beecha, nowojorskiego farmera mleczarskiego, który nie był zwolennikiem niewolnictwa, ale sprzeciwiał się wojnie secesyjnej – był „Copperheadem”, jak głosiła ówczesna etykieta polityczna.

## Życie prywatne
W latach 1981–1988 był związany z aktorką Virginią Madsen. W latach 1990–1995 był w związku z aktorką Jennifer Connelly. Zawarł związek małżeński Anne z Norwegii, mają dwójkę dzieci.

## Filmografia

### Filmy
- 1981: Jak śpią śmiali (How Sleep the Brave) jako Strickner
- 1989: Dzwonić z miejsca (Call from Space) jako młody mężczyzna
- 1990: Szachownica (Checkered Flag) jako Tommy Trehearn
- 1991: Człowiek rakieta (The Rocketeer) jako Cliff Secord
- 1992: Drakula (Dracula) jako Quincey P. Morris
- 1993: Spotkanie, którego nie było (The Night We Never Met) jako Shep, współlokator Sama
- 1995: Tam (Out There) jako Delbert Mosley
- 1996: Węzeł wielbiciela (Lover’s Knot) jako Steve Hunter
- 1996: Bezduszne równania (The Cold Equations) jako porucznik John Burton
- 1996: Podwójna świadomość (Menno's Mind) jako Menno
- 1997: Elissa jako Will
- 1998: The Brylcreem Boys jako Miles Keogh
- 2001: Dom rodzinny (The Rising Place) jako Streete Wilder
- 2002: Nigdy więcej (Enough) jako Mitch
- 2003: Generałowie (Gods and Generals) jako generał George Pickett
- 2005: Rocky Point jako Owen

### Filmy TV
- 1985: Pierwsze kroki (First Steps) jako Dwayne
- 1986: Crime Story jako detektyw Joey Indeli
- 1993: Gettysburg jako porucznik Pitzer
- 1998: Poniedziałek po tym cudzie (Monday After the Miracle) jako John Macy
- 1997: Automatic Avenue
- 1998: Przymusowe lądowanie (Max Q) jako Clay Jarvis
- 2000: U Zarania (In the Beginning) jako Mojżesz
- 2003: Obcy przyjaciel (The Stranger Beside Me) jako Ted Bundy
- 2014: Lizzie Borden chwyta za siekierę (Lizzie Borden Took an Ax) jako Andrew Jennings

### Seriale
- 1973: Rekruci (The Rookies) jako Gordan
- 1984: Rodzinne więzi (Family Ties) jako Lyle
- 1984–1985: Dynastia (Dynasty) jako Luke Fuller
- 1986–1987: Crime Story jako detektyw Joey Indeli
- 1988: Star Trek: Następne pokolenie (Star Trek: The Next Generation) jako kapitan Thadiun Okona
- 1993: Opowieści miasta (Tales of the City) jako dr Jon Philip
- 1993: Księżyc nad Miami (Moon Over Miami) jako Walter Tatum
- 1998: Kolejne opowieści miasta (More Tales of the City) jako dr Jon Philip Fielding
- 1998: Frasier jako dr Clint Webber
- 1999: Fatalny rewolwer (Dead Man’s Gun) jako John Slattery
- 2000−2002: Jeden raz i znowu (Once and Again) jako Rick Sammler
- 2001: Dalsze opowieści miasta (Further Tales of the City) jako dr Jon Philip Fielding
- 2003: Kancelaria adwokacka (The Practice) jako Tom Bartos
- 2004: Prawo i bezprawie (Law & Order: Special Victims Unit) jako profesor Ron Polikoff
- 2004–2007: 4400 (The 4400) jako Jordan Collier
- 2005: Życie na fali (The O.C.) jako Carter Buckley
- 2007–2008: Shark jako Wayne Callison
- 2009: Eureka jako dr Bruce Manlius
- 2010: Melrose Place jako Ben Brinkley
- 2011–2012, 2014: Dochodzenie (The Killing) jako Darren Richmond
- 2014–2015: Helix jako dr Alan Farragut
- 2019–2020: Super Rakieta (The Rocketeer) jako Dave Secord (głos)
- 2023: FBI jako detektyw Jack Lombardo